# Lauterborn
Lauterborn (en luxembourgeois : Lauterbuer ), est un lieu-dit de la commune luxembourgeoise d'Echternach.